# Paul Gros

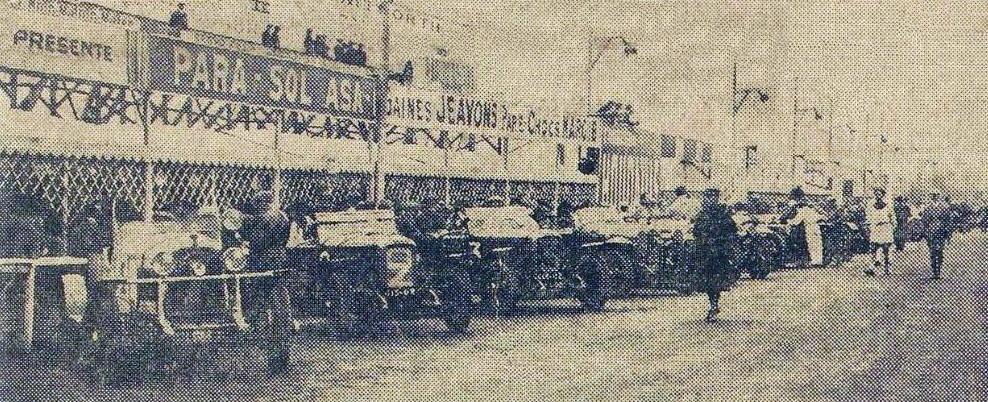
Der von Paul Gros gefahrene Willys-Knight 66 Great Six (Startnummer 1) in der Startaufstellung zum 24-Stunden-Rennen von Le Mans 1926

Victor Paul Gros (* 17. Juli 1890 in Paris; † 8. Juli 1961 in Garches) war ein französischer Autorennfahrer.

## Karriere
Paul Gros war einer der Rennfahrer, die beim ersten 24-Stunden-Rennen von Le Mans 1923 am Start waren. Gros fuhr einen Werks-Bignan 11HP Desmo Sport. Gemeinsam mit seinem Partner, dem Belgier Raymond de Tornaco, erreichte er den dritten Rang in der Gesamtwertung und gewann die Klasse für Serienfahrzeuge von 1,5 bis 2 Liter Hubraum.
Neben seinen Teilnahmen in Le Mans, wo er auch 1926 am Start war, bestritt der Franzose dreimal das 24-Stunden-Rennen von Spa-Francorchamps. Seine beste Platzierung war der achte Gesamtrang 1927, gemeinsam mit Barthélémy Bruyère auf einem 2-Liter-Fasto. Im selben Jahr wurden Gros und Berthelemy Vierte beim 24-Stunden-Rennen von Paris auf der Rennstrecke von Montlhéry.

## Statistik

### Le-Mans-Ergebnisse
| Jahr | Team                  | Fahrzeug                   | Teamkollege        | Platzierung            | Ausfallgrund          |
| ---- | --------------------- | -------------------------- | ------------------ | ---------------------- | --------------------- |
| 1923 | Bignan                | Bignan 11HP Desmo Sport    | Raymond de Tornaco | Rang 3 und Klassensieg |                       |
| 1926 | Henri Falconnet Paris | Willys-Knight 66 Great Six | Théodore Le Du     | Ausfall                | defekte Benzinleitung |

### 24-St-Spa-Ergebnisse
| Jahr | Team                                | Fahrzeug        | Teamkollege        | Platzierung     | Ausfallgrund |
| ---- | ----------------------------------- | --------------- | ------------------ | --------------- | ------------ |
| 1925 | Automobiles Imperia                 | Imperia         | de Clerq           | Rang 22         |              |
| 1927 | Fabriques d’Automobiles de St. Ouen | Fasto A3 Sport  | Barthélémy Bruyère | Rang 8          |              |
| 1928 | Grand Garage Saint-Didier Paris     | Chrysler 72 Six | Saint Agnes        | nicht klassiert |              |